# 유칼
유칼(본명: 손우현, 2001년 1월 30일 ~ )은 대한민국의 리그 오브 레전드 프로게이머로 아이디는 Ucal이다. 포지션은 미드라이너이다. 현재 DRX 소속이다.

## 선수 생활
2017년 5월, KT 롤스터에 입단하면서 프로 커리어를 시작했다. 2018 스프링 시즌 서브 멤버로 활동했다. 2018 서머 시즌에서는 KT의 주전 미드라이너인 폰이 개인 사정으로 로스터에서 제외되며 팀의 주전 미드라이너로 도약했다. 서머 시즌 유칼은 좋은 모습을 보이며 팀의 우승에 기여했다. 리프트 라이벌즈 2018에 참여해 LCK의 준우승에 기여했다. 롤드컵 2018에서는 팀의 8강 진출에 기여했으나 8강전인 인빅투스 게이밍과의 경기에서 루키에게 막히면서 좋은 모습을 보여주지 못했다.
2019시즌을 앞두고 아프리카 프릭스에 입단했다. 스프링 시즌에서는 좋지 못한 모습을 보여주었다. 서머 시즌에서는 폼이 오른 모습을 보여주면서 팀의 포스트시즌 진출에 일조했다.
2020시즌을 앞두고 그리핀에 입단했다. 스프링 시즌 그리핀에서는 좋지 못한 모습을 보이며 팀의 강등에 일조했다.
2020 서머 시즌을 앞두고 KT 롤스터에 입단했다. 2020 서머 시즌에서는 쿠로와 번갈아가면서 출전했다.
2021 스프링 시즌 초반에는 좋은 모습을 보여주었다. 하지만 시즌이 진행되면서 폼이 떨어지는 모습을 보여주었다. 서머 시즌에서는 도브에게 주전을 내주면서 서브 선수로 활동하였다. 2021시즌 종료 후 팀에서 퇴단했다.
2022시즌을 앞두고 썬더 토크 게이밍에 입단했다.
2025시즌을 앞두고 DRX에 입단하면서 LCK 무대로 돌아왔다.

## 소속팀
| # | 팀명             | 소속 기간               | 소속 리그 | 비고 |
| - | ---------------- | ----------------------- | --------- | ---- |
| 1 | KT 롤스터        | 2017.05 ~ 2018.11.20    | LCK       |      |
| 2 | 아프리카 프릭스  | 2018.11.22 ~ 2019.11.19 | LCK       |      |
| 3 | 그리핀           | 2020.01.14 ~ 2020.05.18 | LCK       |      |
| 4 | KT 롤스터        | 2020.05.27 ~ 2021.11.15 | LCK       |      |
| 5 | 썬더 토크 게이밍 | 2022.01.14 ~ 2024.11.22 | LPL       |      |
| 6 | DRX              | 2024.11.22 ~            | LCK       |      |

## 수상 경력
- 리프트 라이벌즈 2018 준우승
- 리그 오브 레전드 챔피언스 코리아 서머 2018 우승
- 리그 오브 레전드 월드 챔피언십 2018 8강